# Udo Winand
Udo Winand (* 2. März 1943 in Vussem) ist ein pensionierter deutscher Professor für Wirtschaftsinformatik.
Winand studierte Wirtschafts- und Sozialwissenschaften an der Universität zu Köln (Abschluss 1973). Ebenfalls dort promovierte er 1976.
Nachdem Winand an verschiedenen Universitäten als wissenschaftlicher Mitarbeiter tätig gewesen war, wurde er 1987 Leiter der Forschungsstelle für Informationswirtschaft der Gesellschaft für Mathematik und Datenverarbeitung (GMD) mbH in Köln.
Im Jahre 1993 wurde Winand auf den Lehrstuhl für Wirtschaftsinformatik an der Universität Kassel berufen. Seine Forschungsgebiete liegen hauptsächlich in dem Bereich der Wirkungen von Informationstechnik auf die Informationswirtschaft sowie auch des E-Learning.
Seit 4/2008 ist Udo Winand pensioniert.

## Hauptwerke
- Winand, Udo; Rossnagel, Alexander (Hrsg.): Digitale Visionen : Zur Gestaltung allgegenwärtiger Informationstechnologien. Berlin: Springer, 2008, ISBN 978-3-540-77021-3
- Winand, Udo; Nathusius, Klaus (Hrsg.): Unternehmungsnetzwerke und virtuelle Organisationen. Stuttgart: Schäffer-Poeschel, 1998, ISBN 3-7910-1309-2
- Rosenstengel, Bernd; Winand, Udo: Petri-Netze: Eine anwendungsorientierte Einführung. Braunschweig: Vieweg, 1991, ISBN 3-528-33582-3
- Winand, Udo: Spieltheorie und Unternehmungsplanung. Berlin: Duncker und Humblot, 1978, ISBN 3-428-04012-0